# Joonas Nättinen
Joonas Nättinen (Jämsä, 3 de setembro de 1991) é um jogador de hóquei no gelo finlandês. Atualmente joga pelo Severstal Cherepovets da Kontinental Hockey League (KHL).
Em 2008, Nättinen como jogador treinado pela JYP começou a jogar na SM-liiga pelo Espoo Blues. No Draft de Entrada da National Hockey League de 2009, ele foi escolhido na terceira rodada, 65º no geral, pelo Montreal Canadiens. Nos Jogos Olímpicos de Inverno de 2022 em Pequim, conquistou a medalha de ouro no torneio masculino.